# Condal Barcelona
Club Deportiu Condal is een voormalige Spaanse voetbalclub uit Barcelona die bestond tussen 1934 en 1970. Thuisstadion was Estadi Les Corts, waar ook FC Barcelona tot 1957 de thuiswedstrijden speelde.

## Geschiedenis
In 1934 werd de club als Societat Esportiva Espanya Industrial opgericht. In 1950 promoveerde deze club naar de Segunda División B en twee jaar later naar de Segunda División A. De promotie naar de Primera División werd afgedwongen in 1956 en de club veranderde de naam in CD Condal. Na één seizoen in de hoogste Spaanse divisie degradeerde de club alweer. In 1962 won CD Condal, destijds spelende in de Tercera División, de Trofeu Moscardó. In 1970 fuseerde CD Condal met Atlètic Catalunya tot Barcelona Atlètic, dat daarna als tweede elftal van FC Barcelona werd ingelijfd onder de naam Barça B.

## Gewonnen prijzen
- Trofeu Moscardó: 1962

## Bekende (oud-)spelers
- Josep Maria Fusté
- Enric Gensana
- Marià Gonzalvo
- Sigfrid Gràcia
- Ferran Olivella
- Carles Rexach
- Justo Tejada
- Antoni Torres